# Modeshow
Et modeshow (fransk défilé de mode) er en begivenhed, hvor en eller flere modedesignere fremviser deres kommende kollektioner af tøj, gerne i forbindelse med en modeuge. Modeshows bliver afholdt alle sæsoner, særligt is forår/sommer og efterår/vinter. Det er ofte her de nyeste modediller starter. De to mest indflydelsesrige modeuger er Paris Fashion Week og New York Fashion Week, som begge bliver afholdt hvert halve år. Også Milano, London, Sibiu og Berlin er af global vigtighed.
I et typisk modeshow går modeller på catwalken iført tøj, der er fremstillet af designeren. Tøjet bliver oplyst af belysningen på catwalken. Normalt bliver modellernes tøj og rækkefølgen arrangeret i forhold til det statement som designere ønsker at videregive.
Nogle gange bliver modeshows en form for installation, hvor modellerne er statiske, sidder eller står i et opbygget miljø. En lang række moderne designere producerer deres egne teaterproduktioner med store kulisser og livemusik samt teknologiske islæt som hologrammer.